# 발곡역
발곡역(鉢谷驛, Balgok station)은 경기도 의정부시 신곡동에 있는 의정부 경전철의 전철역이다. 의정부 경전철의 기점이다. 역번호는 U110이다. 이 역부터 차량기지 임시승강장역까지 모두 지상 구간이다. 겨울에는 심야시간대에 배차된 열차가 없어서 이 역에서 주박하지 않지만 봄,여름,가을에는 매일 상황에 따라 심야에 1편성이 주박할 경우가 있다. 

## 역사
- 2012년 7월 1일 : 의정부 경전철 발곡 ~ 탑석 구간 개통

## 역 구조
2면 2선의 상대식 승강장이 있는 지상역이며, 스크린도어가 설치되어 있다.
선로는 회룡역 방향으로만 이어져 있으며, 반대 방향 선로는 역사를 벗어나서 40m 정도를 진행한 뒤 끊어진다. 따라서, 발곡행 열차는 동편 승강장만을 이용해서 여객을 취급한 후 바로 되돌림 회차를 시행한다. 이때, 열차는 발곡역 출발 즉시 탑석행으로 행선지를 바꾼다.

### 승강장
| 시·종착역 |
| \| 동     |
| ↓회룡     |

| 서편 | ● 의정부 경전철 | 사용하지 않음                                                  |
| 동편 | ● 의정부 경전철 | 당역종착 회룡 · 경전철의정부 · 동오 · 차량기지 임시승강장 방면 |

## 역 주변
- 발곡중학교
- 발곡근린공원
- 장암동 주민센터
- 신곡1동 행정복지센터
- 현대 2차 아파트
- 장암 동아아파트

## 인접한 역
| 의정부 경전철 | 의정부 경전철   | 의정부 경전철                      |
| ------------- | --------------- | ---------------------------------- |
| 시·종착역     | ● 의정부 경전철 | U111 회룡 차량기지 임시승강장 방면 |